# 東京の野蛮
『東京の野蛮』（とうきょうのやばん）は、「戸川純」名義で発売された戸川純のベスト・アルバム。1987年4月25日にアルファレコード-HYSレーベルより発売された。

## 概要
- 本作はアルファレコードでの最後の作品であり、ゲルニカ名義を除く、ソロ、戸川純ユニット、戸川純＆ヤプーズ名義の作品から選曲した初のベスト・アルバム。このベストアルバム発売以降、数種類のベスト作品が発売されているが、この作品と『TOGAWA LEGEND』以外は戸川非監修である。
- 戸川の案で、収録曲のほとんどが、新たにミックスし直されている（ミックス：飯尾芳史）
- 2006年にはSony Music Directより本作を含むアルファレコード時代の戸川純関連アルバム9作（上野耕路、戸川京子作品含む）がデジタルリマスタリングされた音源に帯、レコードレーベル、歌詞カード等忠実に再現された、紙ジャケット仕様で復刻された。また同時に戸川純関連映像作品2作もDVDで復刻された。

## 収録曲
1. さよならをおしえて (NEW MIX)
  - 作詞：J.Gold／作曲：A.Goland／仏語詞：Serge Gainsbourg／日本語詞：戸川純／編曲：国本佳宏

※フランスの歌手、フランソワーズ・アルディの「comment te dire adieu」のカヴァー。
※アルバム『好き好き大好き』収録。シングル・ヴァージョンを再ミックス。
2. 海ヤカラ
  - 補作詞：滝原康盛／沖縄民謡／編曲：吉川洋一郎、飯尾芳史

※アルバム『極東慰安唱歌』収録。
3. 母子受精 (NEW MIX)
  - 作詞：佐伯健三／作曲：比賀江隆男／編曲：国本桂宏
  - ※ハルメンズの同曲のカヴァー。オリジナル・アルバム未収録。
4. 諦念プシガンガ (NEW MIX)
  - 作詞：戸川純／作曲：Acosta Manuel Villafane／編曲：福岡豊

※アンデス民謡「EL BORRACHITO」に歌詞を付けたもの。
※アルバム『玉姫様』収録。
5. 蛹化の女
  - 作詞：戸川純／作曲：Pachelbel／編曲：国本佳宏

※ヨハン・パッヘルベル作曲の『カノン』に歌詞を付けたもの。
※アルバム『玉姫様』収録。
6. パンク蛹化の女 (NEW MIX)
  - 作詞：戸川純／作曲：Pachelbel

※ビデオ『TOUR-LIVE'85〜'86』（戸川純＆ヤプーズ）収録。
7. 遅咲きガール (NEW MIX)
  - 作詞：戸川京子／作曲：小松世周／編曲：岡野ハジメ・小松世周

※アルバム『好き好き大好き』収録。シングル・ミックス、アルバム・ミックス（EXTRA VERSION）、この再ミックスとミックス違いが3種存在する。
8. 極東慰安唱歌
  - 作詞：戸川純／作曲：比賀江隆男／編曲：吉川洋一郎、飯尾芳史

※アルバム『極東慰安唱歌』収録。
9. 眼球綺譚 (NEW MIX)
  - 作詞：戸川純／作曲：戸川純、吉川洋一郎／編曲：吉川洋一郎、飯尾芳史

※アルバム『極東慰安唱歌』収録。
10. 玉姫様 (NEW MIX)
  - 作詞：戸川純／作曲：細野晴臣／編曲：国本桂宏

※アルバム『玉姫様』収録。
11. レーダーマン (NEW MIX)
  - 作詞：フォックス／作曲：泉水敏郎／編曲：白井良明

※ハルメンズの同曲のカヴァー。オリジナル・アルバム未収録。
※間奏部分で、ヴォルフガング・アマデウス・モーツァルト作曲のオペラ『魔笛』から「夜の女王のアリア」の旋律の一部が引用されている。
12. 怒濤の恋愛
  - 作詞：戸川純／作曲：比賀江隆男／編曲：比賀江隆男

※アルバム『玉姫様』収録。

## 発売形態
| 形態        | 発売日         | 品番       | 発売元               | 備考                                                                                                |
| ----------- | -------------- | ---------- | -------------------- | --------------------------------------------------------------------------------------------------- |
| LP          | 1987年04月25日 | HYS-28002  | アルファレコード/HYS | オリジナル発売日。                                                                                  |
| CT          | 1987年04月25日 | HYC-22002  | アルファレコード/HYS | |
| CD          | 1987年04月25日 | 32XA-133   | アルファレコード/HYS | 【CD同時発売】 販売元はワーナー・パイオニア                                                         |
| CD          | 1993年08月21日 | ALCA-516   | アルファレコード     | 【CD再発】 販売元は日本コロムビア                                                                   |
| CD          | 1994年12月21日 | ALCA-9129  | アルファミュージック | 【CD再発】 販売元は東芝EMI                                                                          |
| CD          | 2006年02月22日 | MHCL-716   | Sony Music Direct    | 【CD再発】 ※完全限定生産盤 2006年デジタルリマスタリング/紙ジャケット仕様                            |
| Blu-spec CD | 2011年05月11日 | MHCL-20136 | Sony Music Direct    | 【CD再発】 ※2006年盤をBlu-spec CD化。完全限定生産盤 2006年デジタルリマスタリング/紙ジャケット仕様。 |